# Léon de Robiano
Léon Joseph Marie de Robiano (Brussel, 11 juni 1808 - Kasteelbrakel, 31 juli 1893) was een Belgisch senator en burgemeester.

## Biografie

### Familie
Léon de Robiano was een telg uit de familie de Robiano. Hij was een zoon van senator Eugène de Robiano (1783-1837) en gravin Marie Lebrum de Miraumont (1788-1877).
Hij trouwde in 1850 in Clabecq met Julienne de La Croix de Chevrière de Sayve (1819-1897), weduwe van Alphone Snoy et d'Oppuers (1820-1844) en moeder van volksvertegenwoordiger Georges Snoy. Ze kregen twee zoons.
- Xavier de Robiano (1851-1919), pater ongeschoeide karmeliet
- Stanislas de Robiano (1853-1909), burgemeester van Kasteelbrakel, trouwde in 1888 in Brussel met Lucie de Jonghe d'Ardoye (1863-1950), dochter van burggraaf Louis de Jonghe d'Ardoye, diplomaat en minister van Staat. Ze kregen drie dochters, met afstammelingen tot heden.

Hij was een schoonbroer van de Franse politicus Louis du Couëdic de Kergoaler en baron Charles Snoy, industrieel, provincieraadslid van Brabant en volksvertegenwoordiger.

### Loopbaan
Zoals de andere leden van de familie koos hij in 1830 de zijde van de revolutie en van het Belgisch koninkrijk. Hij werd ordonnansofficier van de koning. Hij was ook bevelhebber van een cavalerie-eskadron van de Burgerwacht van Brussel en lid van de Permanente Commissie voor de Nationale Schietstand.
In 1836 werd hij verkozen tot gemeenteraadslid en benoemd tot burgemeester van Kasteelbrakel, een ambt dat hij bekleedde tot hij in 1889 opgevolgd werd door zijn zoon.
In 1870 werd hij verkozen tot katholiek senator voor het arrondissement Nijvel en vervulde dit mandaat tot in 1878. Hij werd opnieuw tot senator verkozen in 1888 en bleef dit tot in 1892.